# Publicaciones de la Escuela de negocios Harvard

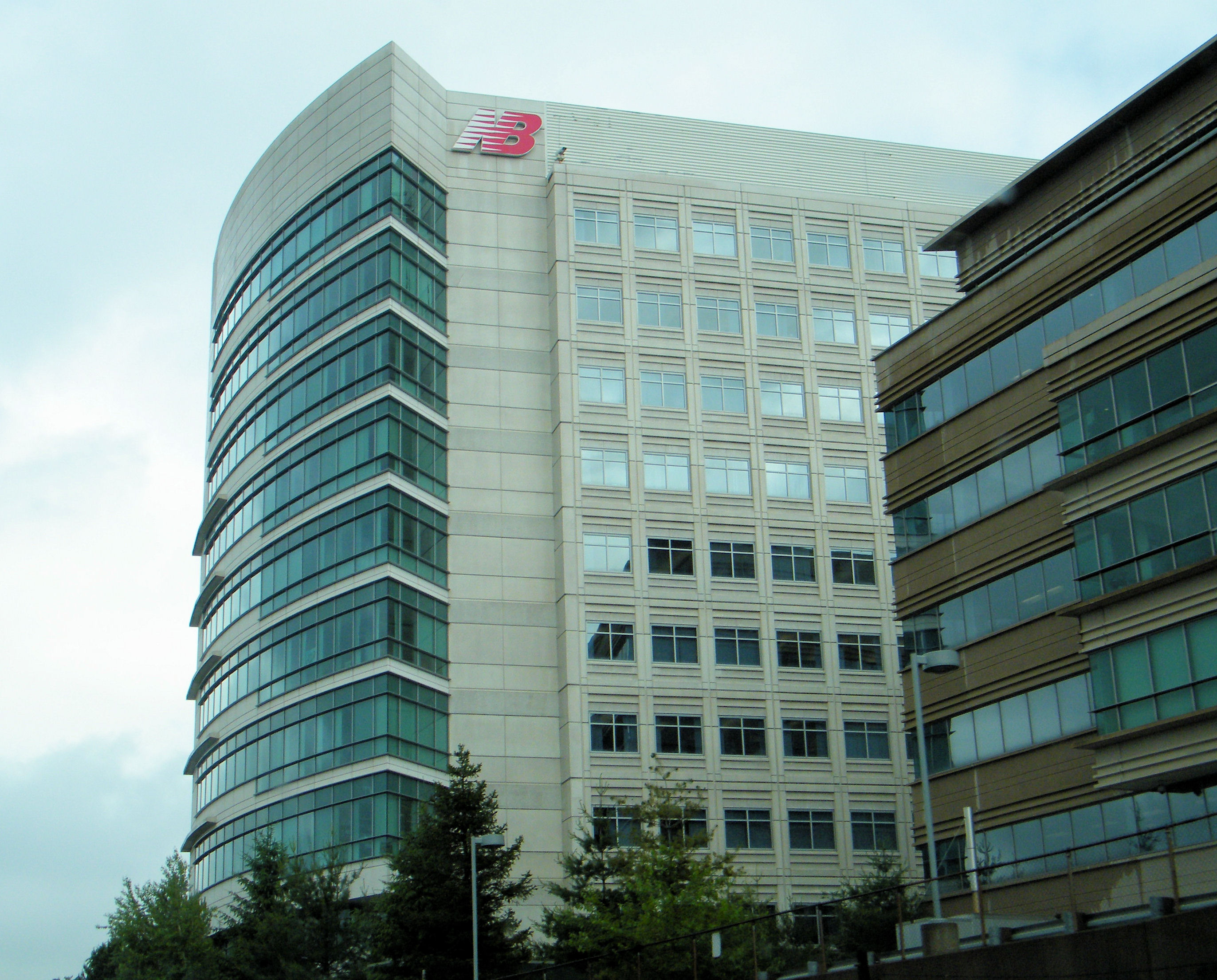
Escuela de Negocios Harvard

Publicaciones de la Escuela de Negocios Harvard (Harvard Business School Publishing) es una empresa sin ánimo de lucro. Opera las publicaciones asociadas a la Escuela de negocios de Harvard, entre las que sobresale el Harvard Business Review. Igualmente maneja las publicaciones de "Harvard Business School Press" (libros de negocios de interés general), y "Harvard Business School Case Studies" (casos de estudio).
Recientemente. Epodia ha nacido como competencia en el modelo de los casos escritos.